# Daniel Wayenberg
Pour les articles homonymes, voir Wayenberg.
Daniel Wayenberg, né à Paris le 11 octobre 1929 et mort le 17 septembre 2019 à Courbevoie, est un pianiste et compositeur néerlandais. 
Il est considéré comme l'un des principaux pianistes néerlandais.

## Biographie
Daniel Wayenberg entre tôt en contact avec la musique. Sa mère, Margarete Berson, originaire de Russie, est violoniste (élève de Leopold Auer). Sa mère et son père, journaliste, découvrent son oreille absolue et décident de faire de lui un musicien. Dès cinq ans, il suit d'abord des leçons de piano avec sa mère, puis avec le compositeur néerlandais Ary Verhaar, également théoricien et musicien à La Haye. Plus tard, ses parents s'installent avec lui à Paris, pour qu’il termine ses études avec Marguerite Long à partir de 1947. Depuis lors, il s'est fixé à Paris.
À Paris, en 1949, il obtient le second prix au concours international Marguerite Long–Jacques Thibaud.
Après ses débuts américains en 1953, au Carnegie Hall de New York, avec l'orchestre philharmonique de New York, sous la direction de Dimitri Mitropoulos, Wayenberg effectue plusieurs longues tournées à travers les États-Unis et le Canada. Il se produit également en URSS, en Tchécoslovaquie, en Scandinavie et en Grèce. Il joue sous la direction d'Eugen Jochum, Karl Böhm, Jean Martinon, Rafael Kubelík (création du Concerto de Stallaert en 1951 à Besançon, notamment), George Szell, John Barbirolli, Georges Prêtre et Bernard Haitink. 
En 1985, il est nommé professeur de piano au conservatoire de Rotterdam.
En plus de la musique classique, du jazz, Wayenberg joue beaucoup de musique contemporaine française.
Il est aussi compositeur de musique de chambre, de concertos pour piano, du ballet Solstice et de la célèbre symphonie Capella. Après la redécouverte du luthéal, il a écrit la composition Cadence, Sereine et Toccata pour cet instrument.

### Distinctions
- 1962 : Chevalier de l'ordre d'Orange-Nassau pour ses « mérites pour les Pays-Bas à l'étranger »
- 1967 : Chevalier des Arts et des Lettres (France)

## Œuvres

### De musique de chambre
- 1958 – Concerto pour cinq instruments à vent (flûte, hautbois, clarinette, basson et cor) et piano
- 1966 – Sonate pour violon et piano

### Œuvres pour orchestre
- 1972-1973 – Symphonie Capella, pour orchestre
  1. Capella
  2. Capella II
- 1974 – Concerto pour trois pianos et orchestre

### Musique de théâtre
- 1955 – Solstice: ballet créé la même année, à Paris au Théâtre des Champs-Élysées, dans une chorégraphie de Pierre Lacotte, décors de Pierre Clayette.

## Discographie

### Soliste
- Liszt, Méphisto-Valse, Funérailles (1957, « Les Rarissimes » EMI 5 85207 2)
- Jolivet, Sonate pour piano nº 1 et 2 - Daniel Wayenberg, piano (25 et 27 mars 1964, LP Ducretet-Thomson / « Les Rarissimes » EMI Classics)
- Maurice Ravel, Concertos - Orchestre du Théätre des Champs-Élysées, dir. Ernest Bour (7-11 janvier 1957, « Les Rarissimes » EMI)
- Ravel, Sonatine, Gaspard de la nuit (27-28 octobre 1954, « Les Rarissimes » EMI)
- Igor Stravinsky, Trois mouvements de Petrouchka (27-28 juillet 1959, « Les Rarissimes » EMI)
- Chopin à deux : Concertos pour piano sur deux pianos à queue Erard - avec Martin Oei, piano (1-2 août 2016, Zefir Records ZEF 9649)

### Musique de chambre
- La clarinette classique : Arnold, Berg, Busser, Debussy, Genzmer, Martinu, Mendelssohn, Poulenc, Saint-Saëns, Schumann, Stravinsky, Weber - Henk de Graaf, clarinette (juin/novembre 2001, 2 CD Brilliant Classics)
- Gershwin, Rhapsody in Blue - The Amsterdam Saxophon Quartet (1998, Brilliant Classics)